# An Elephant Makes Love to a Pig
«An Elephant Makes Love to a Pig» es el quinto episodio de la primera temporada de la serie animada de televisión estadounidense South Park. Se emitió por primera vez en Comedy Central en los Estados Unidos el 10 de septiembre de 1997. En el episodio, los chicos de South Park intentan obligar al elefante mascota de Kyle a cruzarse con el cerdo mascota de Cartman para un proyecto de clase sobre ingeniería genética. Mientras tanto, Stan intenta lidiar con su hermana Shelley, quien no deja de golpearlo.
El episodio fue escrito por los creadores de la serie Trey Parker y Matt Stone junto con Dan Sterling. El episodio sirvió tanto como una parodia de la ingeniería genética como una declaración contra sus posibles males. Las escenas de Stan siendo golpeado por su hermana se inspiraron en las experiencias de la infancia de Parker en la vida real con su propia hermana, que también se llama Shelley.
«An Elephant Makes Love to a Pig» recibió críticas generalmente positivas y se ha descrito como uno de los primeros episodios más populares de South Park. Varios comentaristas elogiaron sus elementos satíricos con respecto a la ingeniería genética. El episodio marcó la primera aparición de Shelley Marsh, la madre de Stan, Sharon Marsh, y el científico loco, el Dr. Alphonse Mephesto, quien se inspiró en el personaje principal de la película de 1996, La isla del doctor Moreau.

## Argumento
Los chicos están esperando en la parada del autobús cuando Cartman se da cuenta de que Stan tiene un ojo morado y resulta que su hermana Shelley lo ha estado golpeando, todo porque consiguió un nuevo casco en el dentista. Kyle tiene sus propios problemas; su mamá no le permite tener a su nuevo elefante mascota en la casa. En la escuela, el Sr. Sombrero enseña a la clase sobre ingeniería genética, lo que lleva a Kyle a decidir cruzar su elefante con el cerdo barrigón de Cartman, Fluffy, para hacer pequeños «elefantes panzudos», que podría tener en su casa. Al escuchar esto, Terrance Mephesto le apuesta a Kyle que puede clonar a una persona completa antes de que Kyle pueda crear un elefante barrigón. El Sr. Garrison sugiere que los niños usen sus modificaciones genéticas para la próxima feria de ciencias y vayan al rancho de ingeniería genética de South Park.
En el rancho, el Dr. Mephesto les muestra su colección genéticamente modificada, que incluye varios animales diferentes con cuatro pares de nalgas, como un mono, un avestruz y una mangosta. Mephesto luego explica que, tal como dice la canción de Loverboy, «el ADN de cerdo y elefante simplemente no se empalma», y le roba una muestra de sangre a Stan y los chicos se van. En la escuela, los chicos se enteran de que Terrance ha clonado un pie humano. Los chicos acuden a Chef con su problema de ingeniería genética, y después de que él también cita la canción de Loverboy, les da la idea de intentar que los animales «hagan el amor dulce» para reproducirse.
Mientras tanto, en el rancho, Mephesto y su asistente Kevin han creado un clon humano de Stan para Terrance (aunque defectuoso). Los chicos intentan emborrachar al cerdo y al elefante y aparearse, pero no parece funcionar hasta que Chef se detiene y les canta a los animales con un poco de ayuda de Elton John. El Stan clonado se libera del rancho de Mephesto y procede a aterrorizar a la ciudad. Los chicos finalmente encuentran el clon y lo llevan a la casa de Stan y lo convencen de atacar a Shelley; sin embargo, ella lo derrota fácilmente y el clon decide destruir la casa e indirectamente mata a Kenny, arrojándolo en un microondas, con una silla. Mephesto aparece y le dispara al clon, pero Stan teme meterse en problemas por todo lo que hizo el clon. Sin embargo, en un breve momento de amabilidad, Shelley asume la culpa, después de lo cual golpea a Stan.
Cuando vencen los proyectos de ciencia, Terrance presenta un mono con cinco pares de nalgas, pero Kyle no tiene nada hasta que el cerdo da a luz a un cerdo barrigón que se parece al Sr. Garrison, lo que implica que el Sr. Garrison embarazó al cerdo antes que el elefante. Garrison rápidamente le otorga el primer premio sobre el mono de Terrance.

## Producción
«An Elephant Makes Love to a Pig» fue escrita por los creadores del programa Trey Parker y Matt Stone, y Dan Sterling. Se emitió por primera vez el 10 de septiembre de 1997 en los Estados Unidos en Comedy Central. Parker y Stone intentaron llamar a este episodio «An Elephant Fucks a Pig» (Un elefante se folla a un cerdo), pero cambiaron el título bajo presión de Comedy Central. La cadena también les hizo cortar una escena en la que Shelley prende fuego a Stan, para evitar que el programa caiga en la misma controversia por mostrar actos peligrosos que pueden ser fácilmente imitados como en Beavis and Butt-Head y, más tarde en Jackass, ambos de MTV. En las primeras repeticiones de «An Elephant Makes Love to a Pig», aparecía agua debajo de Stan sin explicación. Fue hasta más tarde cuando se relanzó South Park en HD cuando se eliminó el agua debajo de Stan. Fue durante la escritura de este episodio que Parker y Stone decidieron que Kyle sería un buen estudiante y «más inteligente en la escuela que los otros niños».

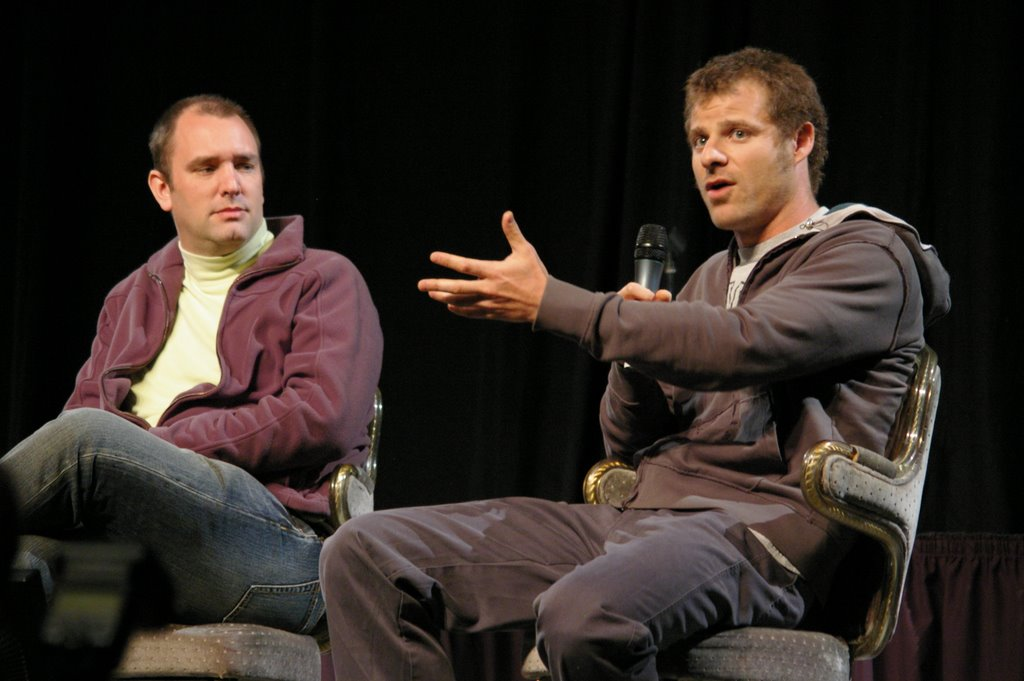
Los cocreadores de South Park, Trey Parker y Matt Stone, escribieron «An Elephant Makes Love to a Pig».

La trama secundaria con Stan siendo golpeado por su hermana Shelley proviene de las experiencias de la vida real de Parker cuando su hermana, también llamada Shelley, que es tres años mayor que él, lo golpeó cuando era niño. Parker dijo que, aunque su hermana lo negaría más tarde, ella lo golpeaba regularmente o lo dejaba fuera de la casa durante horas; Parker declaró que la escena en la que Stan dice «Eres mi hermana y te amo» para tratar de evitar una paliza, pero luego fue golpeado aún más fuerte, se basó en una experiencia real con su hermana. La escena en la que Stan le pide al mutante gigante Stan que ataque a Shelley se basa en la fantasía infantil de Parker de que una versión más grande de sí mismo golpee a su hermana. La resolución de la trama secundaria, en la que Shelley asume la culpa de los errores de Stan y luego golpea a Stan cuando intenta agradecerle, también se basó en las experiencias que tuvo Parker cuando su hermana lo sacaba de problemas.
El diálogo pronunciado por el mutante gigante Stan se inspiró en un personaje con discapacidad mental en el programa de MTV How's Your News?, que produjeron Parker y Stone; según Parker y Stone, el personaje solo podía decir frases como «Bubba chop, bubba chewy chomp», y ambos hombres se turnaron para expresar al mutante Stan para que sonara de la misma manera. Isaac Hayes, que hace la voz de Chef, grabó todas sus líneas por vía telefónica desde Nueva York; Parker y Stone dijeron que estaban nerviosos por pedirle que repitiera la línea: «Ahora sé cómo se sintieron todas esas mujeres blancas», pero no tuvo problemas para repetirla. Las mutaciones genéticas que crea el Dr. Mephesto, incluidos los animales con múltiples culos y el pez dorado con orejas de conejo, se inspiraron en cosas que Parker dibujó durante la escuela secundaria.
La escena en la cafetería, en la que los cuatro chicos molestan a Pip, es una escena cortada de la versión original del piloto de South Park, «Cartman Gets an Anal Probe»; como tal, la animación en esa escena individual es en realidad stop motion de recorte de papel tradicional, mientras que la animación durante el resto del episodio se realiza con computadoras. Para ilustrar las secuelas de las escenas de destrucción, Parker y Stone mancharon los juegos de papel con sus huellas dactilares y manchas para que parecieran quemaduras.